# تتويجات اللاعبين الجزائريين في أوروبا
جميع كل الألقاب التي نالها اللاعبون الجزائريون عبر التاريخ في الملاعب الأوروبية، والتي يعود أولها إلى سنة 1934، أي قبل 80 سنة بالضبط، حيث كانت فرنسا المقصد الأول للعناصر الوطنية التي ظفرت بالعديد من ألقاب الدوري والكؤوس هناك.
تمكن اللاعبون الجزائريون من فوز مع فرقهم بـ 37 دوريا في المجموع، كان نصفها بالضبط قد تحقق في فرنسا بالنظر إلى الكم الهائل الذي مر من هناك، فيما ظفر آخرون بدوريات مختلفة في ألمانيا، البرتغال، سويسرا، تركيا، المجر، اليونان، كرواتيا وأسكتلندا.

## سجل المتوجين بألقاب الدوري
- 1950/1951: أحمد فيرود (نيس - الدوري الفرنسي)
- 1950/1951: عبد العزيز بن تيفور (نيس - الدوري الفرنسي)
- 1951/1952: أحمد فيرود (نيس - الدوري الفرنسي)
- 1951/1952: عبد العزيز بن تيفور (نيس - الدوري الفرنسي)
- 1956/1957: رشيد مخلوفي (سانت إيتيان - الدوري الفرنسي)
- 1957/1958: محمد معوش (ريمس - الدوري الفرنسي)
- 1963/1964: رشيد مخلوفي (سانت إيتيان - الدوري الفرنسي)
- 1964/1965: صادق بوخالفة (نانت - الدوري الفرنسي)
- 1966/1967: رشيد مخلوفي (سانت إيتيان - الدوري الفرنسي)
- 1967/1968: رشيد مخلوفي (سانت إيتيان - الدوري الفرنسي)
- 1981/1982: عبد الله ليوجيون مجادي (موناكو – الدوري الفرنسي)
- 1986: رابح ماجر (بورتو - الدوري البرتغالي)
- 1988: رابح ماجر (بورتو - الدوري البرتغالي)
- 1989/1990: رابح ماجر (بورتو - الدوري البرتغالي)
- 1995/1996: موسى صايب (أوكسير - الدوري الفرنسي)
- 1995/1996: عبد الحفيظ تاسفاوت (أوكسير - الدوري الفرنسي)
- 1996/1997: علي بن عربية (موناكو - الدوري الفرنسي)
- 1998/1999: علي بن عربية (بوردو - الدوري الفرنسي)
- 1998/1999: سمير بلوفة ( إيه سي ميلان - الدوري الايطالي )
- 2001/2002: أحمد رضا مادوني (بوروسيا دورتموند - الدوري الألماني)
- 2004/2005: جمال الدين مصباح (بال - الدوري السويسري)
- 2006/2007: بارك صغيري (ابويل نيقوسيا - الدوري القبرصي)
- 2007/2008: إسماعيل بوزيد (غلطة سراي - الدوري التركي)
- 2008/2009: بارك صغيري (ابويل نيقوسيا - الدوري القبرصي)
- 2008/2009: مجيد بوقرة (غلاسكو رانجرز - الدوري الأسكتلندي)
- 2008/2009: إبراهيم حمداني (غلاسكو رانجرز - الدوري الأسكتلندي)
- 2009/2010: مجيد بوقرة (غلاسكو رانجرز - الدوري الأسكتلندي)
- 2010/2011: مجيد بوقرة (غلاسكو رانجرز - الدوري الأسكتلندي)
- 2010/2011: رفيق جبور (أولمبياكوس - الدوري اليوناني)
- 2011/2012: سليم بوعدلة (ديبرشيني - الدوري المجري)
- 2011/2012: رفيق جبور (أولمبياكوس - الدوري اليوناني)
- 2011/2012: جمال عبدون (أولمبياكوس - الدوري اليوناني)
- 2012/2013: احمد راني (فولا ايش - الدوري اللكسمبورغي)
- 2012/2013: رفيق جبور (أولمبياكوس - الدوري اليوناني)
- 2012/2013: جمال عبدون (أولمبياكوس - الدوري اليوناني)
- 2013/2014: سليم بوعدلة (ديبرشيني - الدوري المجري)
- 2013/2014: سليمان بوعدلة (ديبرشيني - الدوري المجري)
- 2013/2014: العربي هلال سوداني (دينامو زغرب - الدوري الكرواتي)
- 2014/2015: كريم بلحوسين (غينت - الدوري البلجيكي)
- 2014/2015: رفيق جبور (ابويل نيقوسيا - الدوري القبرصي)
- 2014/2015: العربي هلال سوداني (دينامو زغرب - الدوري الكرواتي)
- 2015/2016: العربي هلال سوداني (دينامو زغرب - الدوري الكرواتي)
- 2015/2016: داميان بوجمعة (استرا جورجو - رومانيا )
- 2015/2016: رياض محرز (ليستر سيتي - الدوري الانجليزي)
- 2016/2017: سفيان هني (اندرلخت - الدوري البلجيكي)
- 2017/2018: ياسين ابراهيمي (بورتو- الدوري البرتغالي)
- 2017/2018: سفيان فيغولي (غلطة سراي- الدوري التركي)
- 2017/2018: العربي هلال سوداني (دينامو زغرب - الدوري الكرواتي)
- 2017/2018: بلال عمراني (سي إف آر كلوج - الدوري الرماني)
- 2018/2019: بلال عمراني (سي إف آر كلوج - الدوري الرماني)
- 2018/2019: رياض محرز (مانشستر سيتي - الدوري الانجليزي)
- 2018/2019: سفيان فيغولي (غلطة سراي- الدوري التركي)
- 2019/2020: العربي هلال سوداني (أولمبياكوس - الدوري اليوناني)
- 2020/2021:: بلال عمراني (سي إف آر كلوج - الدوري الرماني)
- 2020/2021: ايدير بوتريف (نادي فولا إيش - الدوري اللوكسمبورغي)
- 2020/2021: رشيد غزال (نادي بشكتاش - الدوري التركي)
- 2020/2021: رياض محرز (مانشستر سيتي - الدوري الانجليزي)
- 2021/2022: وليد حميدي (أفسي شكوبي- الدوري المقدوني)
- 2021/2022 : كيفن قيطون ( إف91 دوديلانج - الدوري اللكسمبورغي )
- 2021/2022: بلال عمراني (سي إف آر كلوج - الدوري الرماني)
- 2021/2022: رشيد بوهنة (سي إف آر كلوج - الدوري الرماني)
- 2021/2022: رياض محرز (مانشستر سيتي - الدوري الانجليزي)
- 2021/2022: إسماعيل بن ناصر (إيه سي ميلان - الدوري الإيطالي)
- 2022/2023: مهدي بوجمعة ( فيرينتسفاروشي- الدوري المجري)
- 2022/2023: ياسين بنزية ( نادي قره باغ - الدوري  الأذربيجاني )
- 2022/2023 : كريم زدادكة ( نادي نابولي - الدوري الايطالي )
- 2022/2023: رياض محرز (مانشستر سيتي - الدوري الانجليزي)
- 2023/2024 : وليد حميدي (نادي بلقاني - الدوري الكسوفوي)
- 2023/2024 : جوان حجام (يونغ بويز- الدوري السويسري)
- 2023/2024: ياسين بنزية ( نادي قره باغ - الدوري  الأذربيجاني )

## سجل المتوجين بألقاب الكؤوس الوطنية
- 1934: علي بنونة (سيت - فرنسا)
- 1935: رياض ربيح (مرسيليا - فرنسا)
- 1938: عبد القادر بن بوعلي (مرسيليا - فرنسا)
- 1952: محمد فيرود (نيس - فرنسا)
- 1952: عبد العزيز بن تيفور (نيس - فرنسا)
- 1954: رشيد بلعيد (نيس - فرنسا)
- 1957: حميد بوشوك (تولوز - فرنسا)
- 1957: سعيد إبراهيمي (تولوز - فرنسا)
- 1958: محمد معوش (ريمس - فرنسا)
- 1959: حسين بوشاش (لوهافر - فرنسا)
- 1961: محمد سالم (سودون - فرنسا)
- 1968: رشيد مخلوفي (سانت إيتيان - فرنسا)
- 1978: فتحي شبال (نانسي - فرنسا)
- 1982: مصطفى دحلب (باريس سان جرمان - فرنسا)
- 1983: مصطفى دحلب (باريس سان جرمان - فرنسا)
- 1985: عبد الله مجادي ليوجيون (موناكو - فرنسا)
- 1988: رابح ماجر (بورتو - البرتغال)
- 1990: عبد القادر فرحاوي (مونبوليي - فرنسا)
- 1990: رضوان عباس (مونبوليي - فرنسا)
- 1991: ناصر بويش (فيرينتسفاروشي - المجر)
- 1991: رابح ماجر (بورتو - البرتغال)
- 1994: موسى صايب (أوكسير - فرنسا)
- 1996: موسى صايب (أوكسير - فرنسا)
- 1996: عبد الحفيظ تاسفاوت (أوكسير - فرنسا)
- 1997: يوسف سليمي (نيس - فرنسا)
- 2001: رفيق مزغيش (ستراسبورغ - فرنسا)
- 2001 : بلال زواني  (أتلانتس - فنلندا)
- 2002: موسى صايب (لوريون - فرنسا)
- 2003: حسان يبدة (أوكسير - فرنسا)
- 2003: مهدي قرواد (لالوفيار - بلجيكا)
- 2004: محمد بن حمو (باريس سان جرمان - فرنسا)
- 2005 : مراد بوكلال (بيتونش -  لوكسمبورغ )
- 2006: فريد غازي (هلسنكي - فنلندا)
- 2006: محمد مجوج (هلسنكي - فنلندا)
- 2007: كريم زياني (سوشو - فرنسا)
- 2008: بارك صغيري (أبويل نيقوسيا - قبرص)
- 2008: إبراهيم حمداني (غلاسكو رانجرز - أسكتلندا)
- 2009: إبراهيم حمداني (غلاسكو رانجرز - أسكتلندا)
- 2009: مجيد بوقرة (غلاسكو رانجرز - أسكتلندا)
- 2009: يوغرطة حمرون (غانغون - فرنسا)
- 2009: مراد مغني (لازيو روما - إيطاليا)
- 2012: سفيان شرفة (أومونيا نيقوسيا - قبرص)
- 2012: سليم بوعدلة (ديبريشيني - المجر)
- 2012: رفيق جبور (أولمبياكوس - اليونان)
- 2012: جمال عبدون (أولمبياكوس - اليونان)
- 2012: يانيس طافر (ليون - فرنسا)
- 2012: ياسين بن زية (ليون - فرنسا)
- 2013: رفيق جبور وجمال عبدون (أولمبياكوس - اليونان)
- 2013: سليم بوعدلة (ديبريشيني - المجر)
- 2013: سليمان بوعدلة (ديبريشيني - المجر)
- 2013: العربي هلال سوداني (فيتوريا غيماريش - البرتغال)
- 2013: داميان بوجمعة (بيترولول - رومانيا)
- 2013: أمير سعيود (بيروي - بلغاريا)
- 2014: مهدي عبيد (باناثينايكوس - اليونان)
- 2014: فوزي غلام (نابولي - إيطاليا)
- 2015: رفيق جبور (ابويل نيقوسيا - قبرص)
- 2015: اسلام سليماني (سبورتينغ لشبونة - البرتغال)
- 2015: العربي هلال سوداني (دينامو زغرب - كرواتيا)
- 2016: العربي هلال سوداني (دينامو زغرب - كرواتيا)
- 2016: رفيق جبور (ايك اثينا - اليونان)
- 2017 : مهدي ليريس ( يوفنتوس - ايطاليا )
- 2018 : ياسين معوش  (نادي زيورخ - سويسرا )
- 2018: العربي هلال سوداني (دينامو زغرب - كرواتيا)
- 2019: مهدي زفان (نادي ران - فرنسا)
- 2019: رامي بن سبعيني (نادي ران - فرنسا)
- 2019: رياض محرز (مانشستر سيتي - إنجلترا)
- 2019: سفيان فيغولي (غلطة سراي - تركيا)
- 2020: العربي هلال سوداني (أولمبياكوس - اليونان)
- 2020: فوزي غلام (نابولي - إيطاليا)
- 2020: محمد الأمين مزغراني ( بودابست هونفيد - المجر)
- 2021: رشيد غزال (نادي بشكتاش - تركيا)
- 2022 : محمد الأمين عمورة (نادي لوغانو - سويسرا)
- 2023 :  فارس شعيبي ( تولوز - فرنسا )
- 2023: رياض محرز (مانشستر سيتي - إنجلترا)
- 2024 :محمد أمين براهيمي ( نادي بوتيف بلوفديف - بلغاريا)
- 2024  : محمد الأمين عمورة (رويال يونيون سان خيلويزي - بلجيكا)
- 2024  : رامز زروقي (فاينورد - هولندا)
- 2024 : رشيد غزال (نادي بشكتاش - تركيا)
- 2024 : وليد حميدي (نادي بلقاني - كسوفو)

## سجل المتوجين بألقاب كؤوس الرابطة
- 1999: موسى صايب (توتنهام هوتسبير - إنجلترا)
- 2000: رشيد بن عيان ومنصور بوتابوت (غونيون - فرنسا)
- 2004: فابيان بودارن (سوشو - فرنسا)
- 2005: سليم عراش وحبيب بلعيد (ستراسبورغ - فرنسا)
- 2008: إبراهيم حمداني (غلاسكو رانجرز - أسكتلندا)
- 2009: حسان يبدة (بنفيكا - البرتغال)
- 2010: مجيد بوقرة (غلاسكو رانجرز - أسكتلندا)
- 2011: مجيد بوقرة (غلاسكو رانجرز - أسكتلندا)
- 2012: بلال عمراني (مرسيليا - فرنسا)
- 2013: فوزي غلام وكمال شرقي (سانت ايتيان - فرنسا)
- 2016: يوغرطة حمرون (ستيوا بوخارست - رومانيا )
- 2019: ادريس سعدي (ستراسبورغ - فرنسا)
- 2019: رياض محرز (مانشسترستي - انجنلترا)
- 2020: رياض محرز (مانشسترستي - انجنلترا)
- 2021: رياض محرز (مانشسترستي - انجنلترا)

## سجل المتوجين بألقاب كأس السوبر
- 1957: رشيد مخلوفي (سانت ايتيان - فرنسا)
- 1959: حسين بوشاش (لوهافر - فرنسا)
- 1961: محمد سالم (سودون - فرنسا)
- 1967: رشيد مخلوفي (سانت ايتيان - فرنسا)
- 1985: عبد لله مجادي ليوجيون (موناكو - فرنسا)
- 1986: رابح ماجر (بورتو - البرتغال)
- 1990: رابح ماجر (بورتو - البرتغال)
- 1995: جمال بلماضي (باريس سان جرمان - فرنسا)
- 1997: علي بن عربية (موناكو - فرنسا)
- 2007: نذير بلحاج (ليون - فرنسا)
- 2008: بارك صغيري (أبويل نيقوسيا - قبرص)
- 2009 : يوغرطة حمرون (غانغون - فرنسا)
- 2009: مراد مغني (لازيو - إيطاليا)
- 2011: بلال عمراني (مرسيليا - فرنسا)
- 2012: ياسين بن زية، مهدي زفان ورشيد غزال (ليون - فرنسا)
- 2013: أمير سعيود (بيروي - بلغاريا)
- 2013: هلال العربي سوداني (دينامو زغرب - كرواتيا)
- 2013: نبيل غيلاس (بورتو - البرتغال)
- 2015: اسلام سليماني (سبورتينغ لشبونة - البرتغال)
- 2016 : داميان بوجمعة (استرا جورجو - رومانيا )
- 2017 : سفيان هني (اندرلخت - بلجيكيا)
- 2018: ياسين ابراهيمي (بورتو - البرتغال)
- 2018: رياض محرز (مانشسترستي - انجنلترا)
- 2018: بلال عمراني (سي إف آر كلوج - رومانيا)
- 2019: سفيان فيغولي (غلطة سراي - تركيا)
- 2019: رياض محرز (مانشسترستي - انجنلترا)
- 2020: بلال عمراني (سي إف آر كلوج - رومانيا)

## سجل المتوجين بالالقاب الاوروبية

#### رابطة ابطال اوروبا
- 1987 : رابح ماجر (بورتو - الدوري البرتغالي)
- 2023 : رياض محرز  (مانشسترستي - انجنلترا)
- 2021 : رياض محرز  نهائي  رابطة ابطال اوروبا   (مانشسترستي - انجنلترا)
- 2023: رامي بنسبعيني نهائي رابطة ابطال اوروبا (بروسيا دورتموند - المانيا)

#### كأس الاتحاد الأوروبي
- 2003 : احمد رضا مادوني نهائي كأس الاتحاد الأوروبي (بوروسيا دورتموند - المانيا)
- 2004: ابراهيم حمداني نهائي كأس الاتحاد الأوروبي (مرسيليا - فرنسا)
- 2008 : ابراهيم حمداني نهائي كأس الاتحاد الأوروبي (نادي رينجرز - اسكتلندا)

#### كأس المؤتمر الاوروبي
- 2023 : سعيد بن رحمة  ( ويستهام - انجنلترا)

#### كاس السوبر الاوروبي
- 2021: عيسي ماندي نهائي كاس السوبر الاوروبي (نادي فياريال - اسبانيا)

#### كأس إنترتوتو
- 1999: احمد رضا مادوني  ( نادي مونبلييه - فرنسا )
- 2001 : رفيق صايفي ( نادي تروا- فرنسا )
- 2001 : مهدي منيري ( نادي تروا- فرنسا )
- 2001 : فريد غازي  ( نادي تروا- فرنسا )
- 2001 : محمد براجة ( نادي تروا- فرنسا )
- 1999 : عبد القادر فرحاوي نهائي كأس إنترتوتو ( نادي مونبلييه - فرنسا )
- 2002 : مراد مغني  نهائي  كأس إنترتوتو ( نادي بولونيا - ايطاليا )

#### كاس العالم للاندية
- 1987: رابح ماجر (بورتو - الدوري البرتغالي)

## نهائيات كؤوس سجل فيها جزائريون
- 1952 (كأس فرنسا): نيس 5-3 بوردو (سجل عبد العزيز بن تيفور الهدف الرابع لناديه نيس في د 61)
- 1957(كأس فرنسا): تولوز 6- 3 انجي (سجل حميد بوشوك الهدف الثالث لناديه تولوز في د 28)
- 1957(كأس فرنسا): تولوز 6- 3 انجي (سجل سعيد إبراهيمي الهدف السادس لناديه تولوز في د 89)
- 1958 (كأس فرنسا): ريمس 3-1 نيم (سجل عبد القادر معزوز هدف نيم الوحيد في د 49)
- 1959 (كأس فرنسا): لوهافر 2-2 سوشو (سجل حسين بوشاش هدف التعادل الثاني لـ لوهافر في د 113)
- 1961 (كأس فرنسا): سودون 3-1 نيم (سجل محمد سالم هدف سودون الثالث في د 82)
- 1968 (كأس فرنسا): سانت ايتيان 2-1 بوردو (سجل مخلوفي ثنائية سانت ايتيان في د 30 و78)
- 1987 (رابطة أبطال أوروبا): بورتو 2-1 بايرن ميونيخ (سجل ماجر الهدف الأول لـ بورتو)
- 1987 (كأس ما بين القارات): بورتو 2-1 بينارول (سجل ماجر هدف بورتو الذي فاز به في الوقت الإضافي)
- 1990 (كأس فرنسا): مونبوليي 2-1 راسينغ باريس (سجل فرحاوي هدف مونبوليي الثاني في الوقت الإضافي)
- 1994 (كأس فرنسا): أوكسير 3-0 مونبوليي (سجل صايب الهدف الأول)
- 1996 (كأس فرنسا): أوكسير 2-1 نيم (سجل عمر بلباي هدف نيم الوحيد)
- 1997 (كأس فرنسا): نيس 1-1 غانغون (سجل يوسف سليمي هدف نيس الوحيد والذي توج بركلات الترجيح)
- 2012 (كأس اليونان): أولمبياكوس 2-1 أتروميتوس (سجل جبور هدف من ثنائية أولمبياكوس)
- 2012 (كأس المجر): ديبريشيني 3-3 بودابست (سليم بوعدلة سجل واحد من أهداف ديبريشيني المتوج باللقب)
- 2013 (كأس اليونان): أولمبياكوس 3-1 أستيراس (سجل جبور وعبدون هدفي أولمبياكوس الثاني والثالث في الوقت الإضافي)
- 2013 (كأس البرتغال): غيماريش 2-1 بنفيكا (عدل سوداني الكفة لـ غيماريش)
- 2015 (كأس البرتغال): سبورتينغ لشبونة 2-2 سبورتينغ براغا (سجل سليماني الهدف الأول لسبورتينغ لشبونة الذي توج بركلات الترجيح)
- 2016 (كأس اليونان): ايك اثينا 2 - 1 أولمبياكوس (سجل جبور الهدف الثاني لـ ايك اثينا الذي توج باللقب)

## أسماء توجت بألقاب مع أنديتها دون الجلوس حتى في الاحتياط
يقدم أي ناد تشكيلته الرسمية من اللاعبين لاتحادية ذلك البلد قبل دخوله غمار المنافسات خلال أي موسم كروي، وبالتالي تحتسب التتويجات إن حدثت باسم اللاعب الموجود ضمن القوائم الرسمية لفريقه، حتى إن لم يشارك في أي لقاء أو اكتفى بعدد قليل جدا من الدقائق سواء لخيارات فنية أو تعرضه لإصابات، وهذا ما حصل مع عدد من اللاعبين الجزائريين بامتلاك ألقاب في سجلاتهم دون أن يلمسوا الكرة تقريبا مع أنديتهم المتوجة، إذ كانوا خارج حسابات مدربيهم طيلة الموسم وسنستعرض عددا من هؤلاء المحظوظين..
- جمال بلماضي (كأس الكؤوس الأوروبية 1996 مع باريس سان جرمان)
- سميرعميراش (كأس الكؤوس الأوروبية 1996 مع باريس سان جرمان)
- موسى صايب (كأس الرابطة الإنجليزية 1999 مع توتنهام)
- رشيد بن عيان ومنصور بوتابوت (كأس الرابطة الفرنسية 2000 مع غونيون)
- مهدي قرواد (كأس بلجيكا 2003 مع لالوفيار)
- حسان يبدة (كأس فرنسا 2003 مع أوكسير)
- محمد بن حمو (كأس فرنسا 2004 مع باريس سان جرمان)
- حبيب بلعيد (كأس الرابطة الفرنسية 2005 مع ستراسبورغ)
- إبراهيم حمداني (الدوري الأسكتلندي وكأس أسكتلندا 2008/2009 مع رانجرز)
- يانيس طافر (كأس فرنسا 2012 مع ليون)
- بلال عمراني (كأس الرابطة الفرنسية 2012 مع مرسيليا)

## تتويجات فردية نالها جزائريون

### أفضل لاعب
- ماحي خنان  (فرانس فوتبول) جائزة أفضل لاعب في فرنسا (1960/1961) نادي رين
- رشيد مخلوفي  (فرانس فوتبول) جائزة أفضل لاعب في فرنسا في 3 مناسبات  (1963/1964)، (1965/1966) و (1966/1967) نادي سانت إيتيان
- محمد سالم (فرانس فوتبول) جائزة أفضل لاعب في فرنسا (1969/1970)   نادي سودون
- مصطفي دحلب (فرانس فوتبول) جائزة أفضل لاعب اجنبي في الدوري الفرنسي (1976/1977) نادي باريس سان جرمان
- علي بن عربية (فرانس فوتبول) أفضل لاعب في فرنسا موسم (1996/1997)  نادي موناكو
- علي بن عربية (الرابطة الفرنسية) أفضل لاعب في فرنسا موسم (1998/1999)  نادي بوردو
- فريد غازي أفضل لاعب في فلندا (2005/2006)  نادي هلسنكي
- سفيان حني أفضل لاعب في الدوري البلجيكي موسم (2015/2016)   نادي مالينس
- رياض محرز أفضل لاعب في الدوري الإنجليزي موسم (2015/2016)  نادي ليستر سيتي
- سفيان فيغولي أفضل لاعب في الدري التركي موسم (2018/2019) نادي غلطة سراي
- رشيد غزال أفضل لاعب في الدري التركي موسم (2020/2021) نادي بشكتاش
- عبد القادر فرحاوي أفضل لاعب في الدرجة الثانية الفرنسية (1998/1999) نادي سانت إيتيان
- كريم زياني أفضل لاعب في الدرجة الثانية الفرنسية (2005/2006) نادي لوريون

### أفضل هداف
- أحمد وجاني 30 هدفا الدوري الفرنسي موسم (1963/1964) نادي لانس
- رفيق جبور 20 هدفا الدوري اليوناني موسم (2012/2013) نادي أولمبياكوس
- العرابي هلال سوداني 17 هدف الدوري الكرواتي موسم (2017/2018) نادي دينامو زغراب
- عبد الرحمن سوكان 21 هدف الدوري الفرنسي الدرجة الثانية موسم (1963/1964) نادي لوهافر
- اندي ديلور 24 هدف الدوري الفرنسي الدرجة الثانية موسم (2013/2014) نادي تور
- رابح ماجر هداف رابطة أبطال أوروبا 4 أهداف موسم (1987/1988) نادي بورتو

### هاترك
| الرقم | الاسم                                                                        | الهاترك | الدوري           |
| ----- | ---------------------------------------------------------------------------- | ------- | ---------------- |
| 1     | - رشيد مخلوفي                                                                | 09      | الدوري الفرنسي   |
| 2     | - احمد وجاني                                                                 | 04      | الدوري الفرنسي   |
| 2     | - رابح ماجر                                                                  | 04      | الدوري البرتغالي |
| 3     | - محمد سالم - مصطفي دحلب                                                     | 03      | الدوري الفرنسي   |
| 3     | - العربي هلال سوداني                                                         | 03      | الدوري الكرواتي  |
| 4     | - رياض محرز                                                                  | 02      | الدوري الانجليزي |
| 4     | - ماحي خنان - صالح جبالي - محمد لكاك - شريف وجاني                            | 02      | الدوري الفرنسي   |
| 5     | - عبد الحميد بوشوك - عبد الحميد كرمالي - كريم ماروك - يوسف عطال - اندي ديلور | 01      | الدوري الفرنسي   |
| 5     | - نبيل غيلاس - سفيان فيغولي                                                  | 01      | الدوري التركي    |
| 5     | - عكاشة حمزاوي - اسلام سليماني                                               | 01      | الدوري البرتغالي |
| 5     | - اسحاق بلفوضيل                                                              | 01      | الدوري الالماني  |
| 5     | - ايدير واعلي - سفيان هني                                                    | 01      | الدوري البلجيكي  |

### القاب اخري
- بلحاج يصنع الاستثناء بامتلاكه لقب رابطة أبطال آسيا

صنع نذير بلحاج الاستثناء بتتويجه بلقب كبير خارج أوروبا وفي أكبر قارات العالم، عندما ظفر بكأس رابطة أبطال آسيا رفقة نادي السد القطري سنة 2011، أين ساهم الدولي الجزائري في تتويج فريقه على حساب جيونبوك موتورز الكوري الجنوبي، ووقع على ركلة الترجيح الأخيرة مهديا السد اللقب الغالي، الذي سمح لنجم بورتسموث الإنجليزي السابق بالمشاركة في كأس العالم للأندية لأول مرة في مشواره.

## تصنيف أكثر الجزائريين تتويجا
| الرقم | الاسم              | الدوري | الكاس | كاس الرابطة | كاس السوبر | رابطة ابطال أوروبا | كاس السوبر الأوروبي | كاس العالم للاندية | عدد الالقاب |
| ----- | ------------------ | ------ | ----- | ----------- | ---------- | ------------------ | ------------------- | ------------------ | ----------- |
| 02    | رياض محرز          | 05     | 02    | 03          | 02         | 01                 | /                   | /                  | 13 لقب      |
| 01    | العربي هلال سوداني | 05     | 05    | /           | 01         | /                  | /                   | /                  | 11 لقب      |
| 03    | رابح ماجر          | 03     | 02    | /           | 02         | 01                 | /                   | 01                 | 09 القاب    |
| 04    | بلال عمراني        | 05     |       | 01          | 02         | /                  | /                   | /                  | 08 القاب    |
| 05    | رفيق جبور          | 04     | 04    | /           | /          | /                  | /                   | /                  | 08 القاب    |
| 06    | رشيد مخلوفي        | 04     | 01    | /           | 02         | /                  | /                   | /                  | 07 القاب    |
| 07    | مجيد بوقرة         | 03     | 01    | 02          | /          | /                  | /                   | /                  | 06 القاب    |
| 08    | موسى صايب          | 01     | 03    | 01          | /          | /                  | /                   | /                  | 05 القاب    |
| 09    | جمال عبدون         | 02     | 02    | /           | /          | /                  | /                   | /                  | 04 القاب    |
| 10    | سفيان فيغولي       | 02     | 01    | /           | 01         | /                  | /                   | /                  | 04 القاب    |
| 11    | فوزي غلام          | /      | 02    | 01          | 01         | /                  | /                   | /                  | 04 القاب    |